# Carsia
Carsia is een geslacht van vlinders van de familie spanners (Geometridae), uit de onderfamilie Larentiinae.

## Soorten
- C. cleander Felder, 1860
- C. emphracta Prout, 1941
- C. lythoxylata (Hübner, 1799)
- C. perpetuata Lederer, 1869
- C. sororiata (Hübner, 1813)